# Coimbatore
Coimbatore (Englisch: [ˈkɔɪ̯mbətɔːr], Tamil: கோயம்புத்தூர Kōyamputtūr [ˈkoːjʌmbɯt̪ːuːr], kurz auch Kovai கோவை Kōvai [ˈkoːvɛi]) ist eine Stadt im südindischen Bundesstaat Tamil Nadu. Sie liegt im Distrikt Coimbatore im Westen Tamil Nadus nahe der Grenze zum Bundesstaat Kerala. Die Einwohnerzahl beträgt knapp 1,1 Millionen in der eigentlichen Stadt und 2,2 Millionen in der Agglomeration (Volkszählung 2011).
Coimbatore ist ein bedeutender Industriestandort. Von Bedeutung ist vor allem die Textilindustrie, weshalb Coimbatore als „Manchester des Südens“ bekannt ist.

## Bevölkerung
Nach der Volkszählung 2011 hat Coimbatore 1.050.721 Einwohner. Damit ist Coimbatore nach der Hauptstadt Chennai und knapp vor Madurai die zweitgrößte Stadt Tamil Nadus. In der Agglomeration Coimbatore, die über die administrativen Stadtgrenzen herausreicht, leben 2.151.466 Menschen. Durch die zunehmende Urbanisierung erlebt Coimbatore, wie alle indischen Großstädte, ein starkes Bevölkerungswachstum. Weil im bereits dicht besiedelten Stadtgebiet kaum Platz für weiteres Wachstum ist, konzentriert sich das Bevölkerungswachstum auf den Vorortgürtel. Die Einwohnerzahl der Stadt Coimbatore stieg um 14 Prozent. Im gleichen Zeitraum stieg die Einwohnerzahl der Agglomeration um 46 Prozent.
83 Prozent der Einwohner Coimbatores sind Hindus, 9 Prozent Muslime und 8 Prozent Christen. Die Hauptsprache ist, wie in ganz Tamil Nadu, das Tamil, das von 76 Prozent der Bevölkerung als Muttersprache gesprochen wird. 14 Prozent sprechen Telugu, 5 Prozent Malayalam, 3 Prozent Kannada und 2 Prozent sonstige Sprachen.

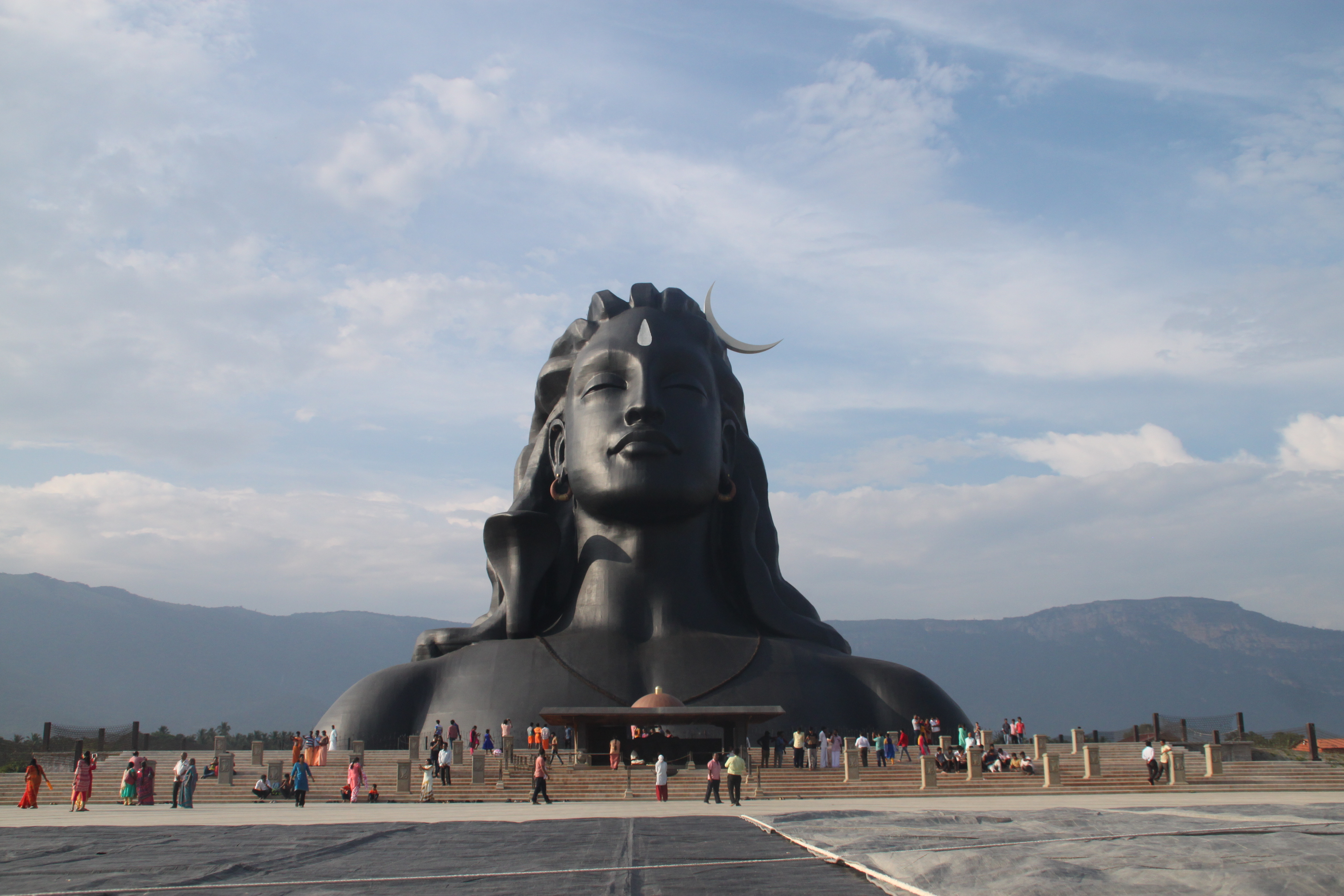
Die Adiyogi-Shiva Büste

Am westlichen Stadtrand von Coimbatore wurde am 24. Februar 2017 von Premierminister Narendra Modi anlässlich der Shivaratri von der Isha Foundation eine 34 Meter hohe und 25 Meter breite metallene Monumentalbüste des Adiyogi-Shiva eingeweiht.

## Klimatabelle
|                       | Jan  | Feb  | Mär  | Apr  | Mai  | Jun  | Jul  | Aug  | Sep  | Okt   | Nov   | Dez  |   |       |
| Mittl. Tagesmax. (°C) | 30,3 | 32,9 | 35,5 | 36,2 | 34,7 | 32,0 | 30,9 | 31,4 | 32,2 | 31,4  | 29,8  | 29,1 | ⌀ | 32,2  |
| Mittl. Tagesmin. (°C) | 18,3 | 19,4 | 21,4 | 23,4 | 23,4 | 22,4 | 21,8 | 21,8 | 21,9 | 21,8  | 20,7  | 18,8 | ⌀ | 21,3  |
|                       |      |      |      |      |      |      |      |      |      |       |       |      |   |       |
| Niederschlag (mm)     | 6,6  | 8,2  | 18,0 | 49,9 | 66,2 | 76,2 | 31,5 | 27,7 | 55,0 | 141,2 | 122,1 | 37,7 | Σ | 640,3 |
|                       |      |      |      |      |      |      |      |      |      |       |       |      |   |       |
| Regentage (d)         | 1,1  | 0,9  | 1,4  | 3,7  | 6    | 6    | 7,9  | 5,8  | 6,2  | 11,1  | 8,4   | 4,5  | Σ | 63    |

| 18,3 |

| 19,4 |

| 21,4 |

| 23,4 |

| 23,4 |

| 22,4 |

| 21,8 |

| 21,8 |

| 21,9 |

| 21,8 |

| 20,7 |

| 18,8 |

| 18,3 |

| 19,4 |

| 21,4 |

| 23,4 |

| 23,4 |

| 22,4 |

| 21,8 |

| 21,8 |

| 21,9 |

| 21,8 |

| 20,7 |

| 18,8 |

## Söhne und Töchter der Stadt
- V. Nanammal (1920–2019), Yogameisterin
- Ramamurti Rajaraman (1939–2025), Physiker
- N. Sriram Balaji (* 1990), Tennisspieler
- Aathmika (* 1993), Schauspielerin
- Vithya Ramraj (* 1998), Leichtathletin

## Bilder

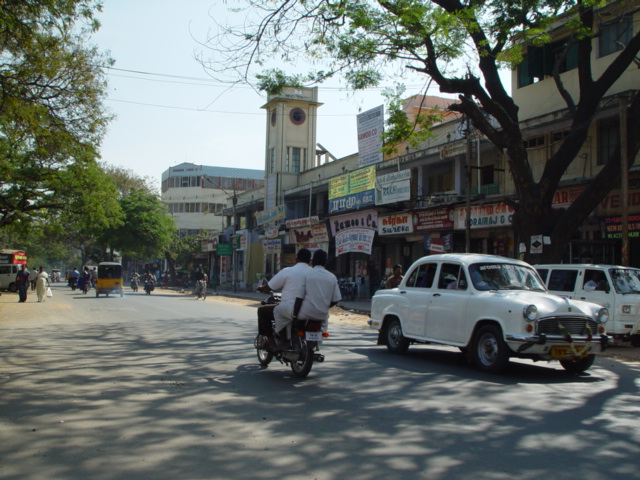
Straßenszene in Coimbatore
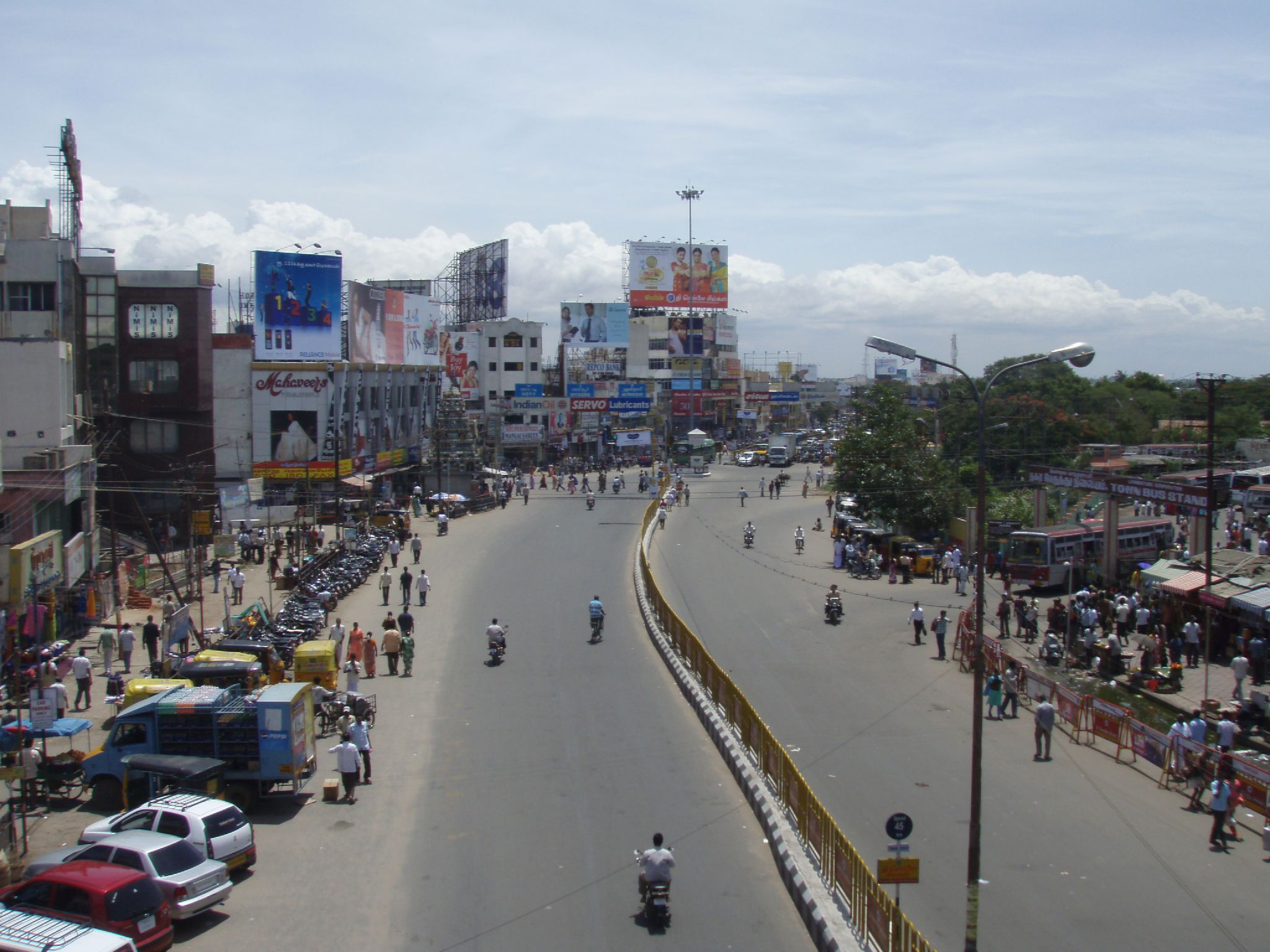
Durchfahrtsstraße in Coimbatore
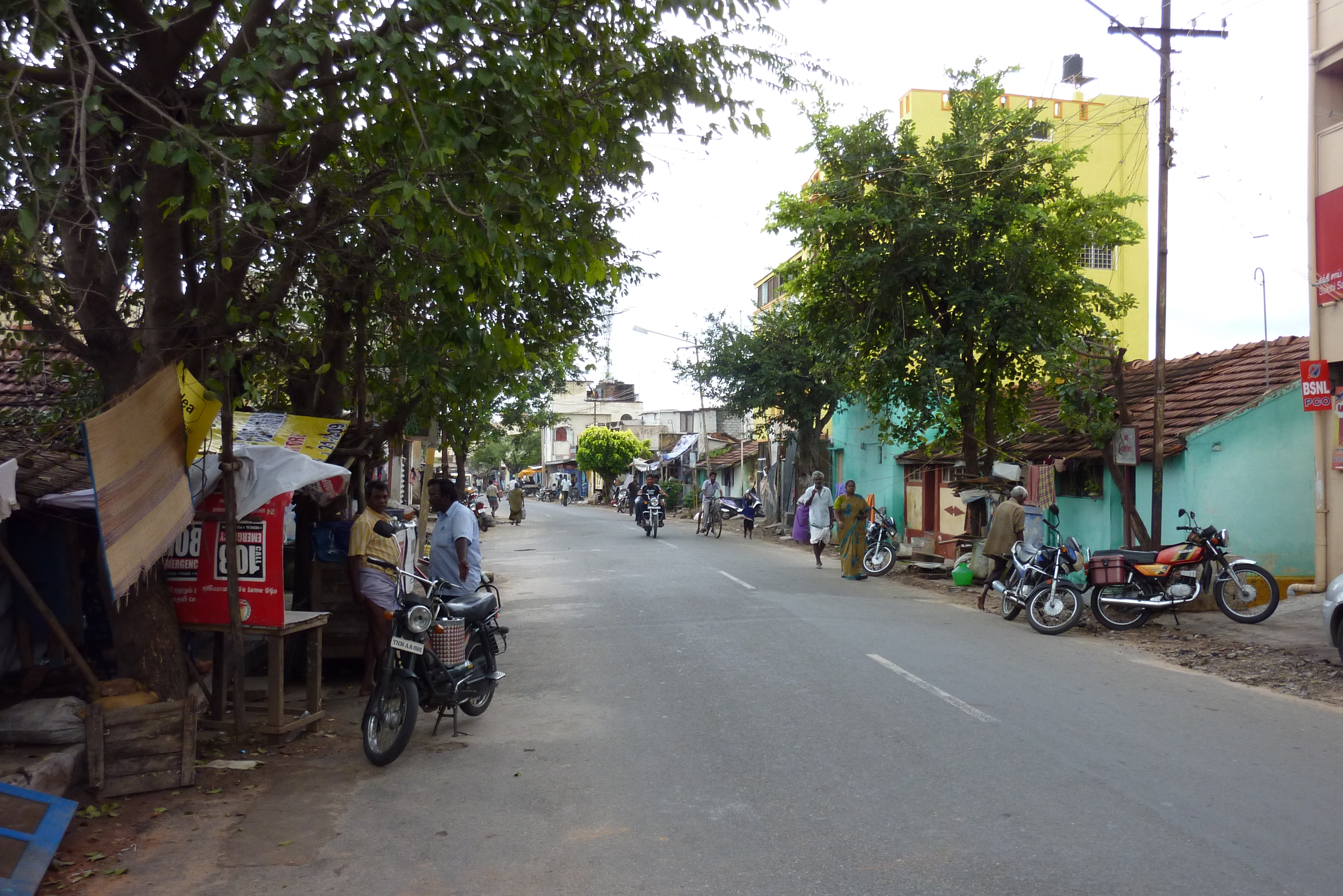
Kleinere Straße in Coimbatore
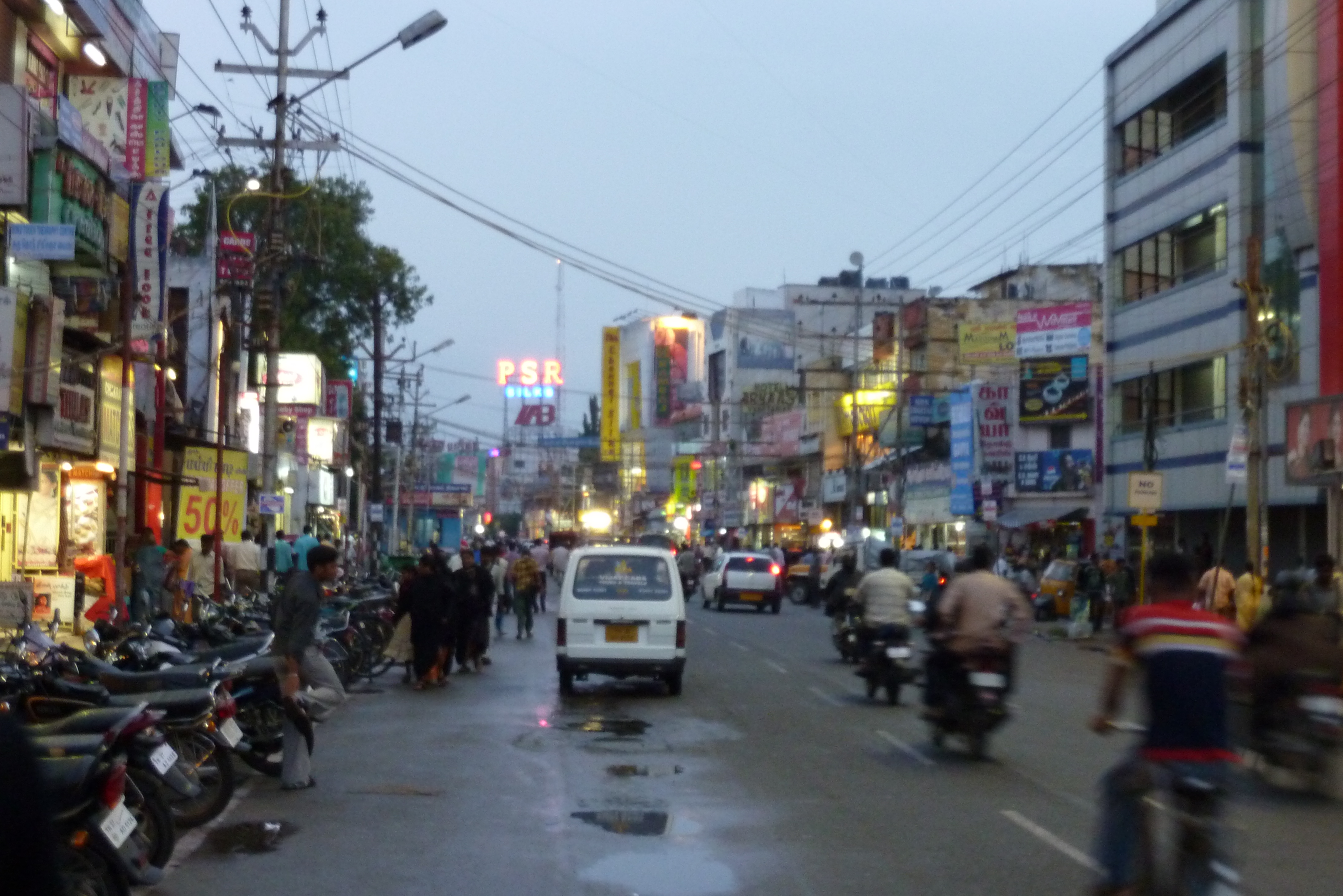
Größte Einkaufsgegend in Coimbatore
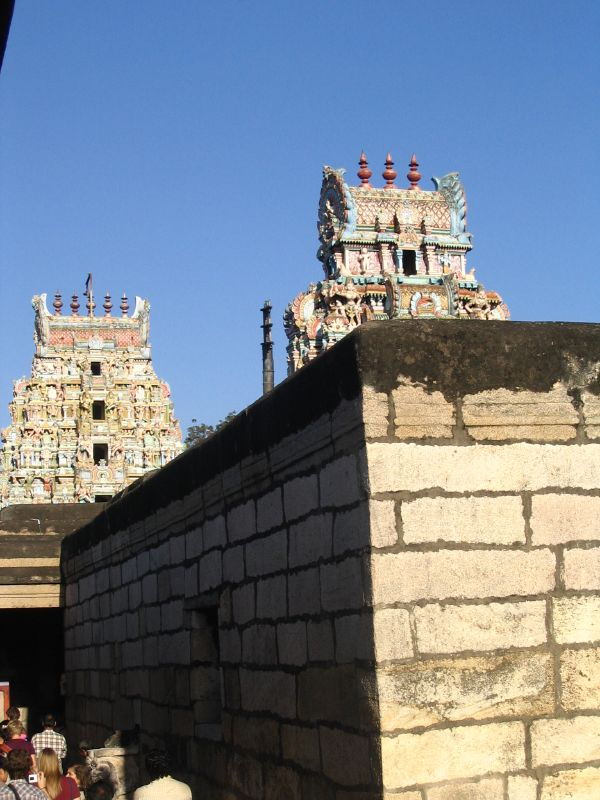
Hindutempel in Coimbatore